# Chgrp
Chgrp هو أمر من أوامر لينكس، ويستخدم لتغيير المجموعة التي ينتمى إليها ملف أو مجلد معين.